# Unterseeboot 753
L'Unterseeboot 753 ou U-753 est un sous-marin allemand (U-Boot) de type VIIC utilisé par la Kriegsmarine pendant la Seconde Guerre mondiale.
Le sous-marin est commandé le 9 octobre 1939 à Wilhelmshaven (Kriegsmarinewerft), sa quille posée le 3 janvier 1940, il est lancé le 26 avril 1941, et mis en service le 18 juin 1941, sous le commandement du Korvettenkapitän Alfred Manhardt von Mannstein.
Il coule dans l'Atlantique Nord, attaqué par la marine ainsi que par l'aviation alliées en mai 1943.

## Conception
Unterseeboot type VII, l'U-753 avait un déplacement de 769 tonnes en surface et 871 tonnes en plongée. Il avait une longueur totale de 67,10 m, un maître-bau de 6,20 m, une hauteur de 9,60 m et un tirant d'eau de 4,74 m. Le sous-marin était propulsé par deux hélices de 1,23 m, deux moteurs diesel Germaniawerft M6V 40/46 de 6 cylindres en ligne de 1 400 cv à 470 tr/min, produisant un total de 2 060 à 2 350 kW en surface et de deux moteurs électriques Brown, Boveri & Cie GG UB 720/8 de 375 cv à 295 tr/min, produisant un total 550 kW, en plongée. Le sous-marin avait une vitesse en surface de 17,7 nœuds (32,8 km/h) et une vitesse de 7,6 nœuds (14,1 km/h) en plongée. Immergé, il avait un rayon d'action de 80 milles marins (150 km) à 4 nœuds (7,4 km/h; 4,6 milles par heure) et pouvait atteindre une profondeur de 230 m. En surface son rayon d'action était de 8 500 milles nautiques (soit 15 700 km) à 10 nœuds (19 km/h).
 L'U-753 était équipé de cinq tubes lance-torpilles de 53,3 cm (quatre montés à l'avant et un à l'arrière) qui contenait quatorze torpilles. Il était équipé d'un canon de 8,8 cm SK C/35 (220 coups) et d'un canon antiaérien de 20 mm Flak. Il pouvait transporter 26 mines TMA ou 39 mines TMB. Son équipage comprenait 4 officiers et 40 à 56 sous-mariniers.

## Historique
Il passe son temps d'entraînement initial à la 3. Unterseebootsflottille jusqu'au 30 novembre 1941, puis rejoint son unité de combat dans cette même flottille.
Il quitte Kiel en Allemagne pour sa première patrouille sous les ordres de Alfred Manhardt von Mannstein le 24 décembre 1941. Pour une raison inconnue, il revient à Kiel sept jours plus tard.
Il reprend la mer ; pour sa deuxième patrouille 17 janvier 1942, il navigue autour de la ligne GIUK et autour des îles Britanniques. Le 26 janvier 1942, l'U-Boot est légèrement endommagé après avoir été percuté par un navire d'escorte britannique à l'ouest de l'Irlande. Il atteint Saint-Nazaire après seize jours en mer le 1er février 1942.
Sa troisième patrouille se déroule du 26 février au 26 mars 1942, soit vingt-neuf jours en mer. Il croise autour de l'Irlande sans rencontrer aucun succès. 
Sa quatrième patrouille, commence le 22 avril 1942 ; elle l'emmène jusque dans le golfe du Mexique. Le 20 mai 1942, l'U-753 torpille et coule son premier navire, un cargo américain jaugeant 7 191 tonneaux, à l'ouest de La Havane. Deux jours plus tard, il endommage un navire à voile britannique à environ 55 milles nautiques à l'ouest de Dry Tortugas. Bien qu'il soit en flammes, le navire ne coule pas. Le 27 mai, les survivants arrivent à La Havane et deux jours plus tard, l' E.P. Theriault qui dérivait, s'échoue dans la baie de Cárdenas. Le 3 juin 1942, il est renfloué, réparé et remis en service sous pavillon cubain.
 Le 25 mai 1942 à 4 h 16, il endommage d'une torpille un pétrolier norvégien au sud de La Nouvelle-Orléans. Il est alors pris en chasse par un navire d'escorte et perd le pétrolier. Le navire endommagé rallie La Nouvelle-Orléans, il est remorqué à Mobile et réparé pendant trois mois.
 Le 27 mai dans la même région, il envoie par le fond de trois torpilles un cargo norvégien.
 Sur la route du retour il navigue le long des côtes cubaines. Il tente de couler un navire à vapeur américain avec son canon de pont qui s'enraie. Le vapeur riposte, repoussant l'U-753 qui plonge pour échapper au feu du navire américain.
 Après 65 jours en mer, l'U-753 atteint son port d'attache de La Rochelle (La Pallice) le 25 juin 1942.
Partant pour sa cinquième patrouille le 1er septembre 1942, l'U-753 rencontre une panne mécanique qui l'oblige à retourner à La Pallice 4 septembre 1942, après quatre jours de mer.
 Il reprend sa cinquième patrouille le 20 septembre 1942. Cette dernière, d'une durée 80 jours, est la plus longue de ce bateau, bien qu'infructueuse.
Sa sixième patrouille se déroule du 28 janvier 1943 au 10 mars 1943, soit quarante-deux jours en mer. Il coule un navire de 9 348 tonneaux dans l'Atlantique Nord. Au cours de cette mission, Alfred Manhardt von Mannstein est promu Fregattenkapitän le 1er mai 1943.
L'U-753 quitte La Rochelle pour sa septième et dernière patrouille le 5 mai 1943. Après neuf jours en mer, le 13 mai 1943 à 8 h 30, il est repéré par un avion bombardier Sunderland canadien du 423e Escadron de la RCAF, à dix milles nautiques du convoi HX-237. L'avion tente une attaque, mais la forte défense anti-aérienne du sous-marin l'empêche de larguer ses charges de profondeurs. Vingt minutes plus tard, arrive le HMCS Drumheller (en) qui ouvre le feu. Voyant l'U-Boot plonger, le Sunderland largue deux charges de profondeur. Les deux avions sont rejoints par un Swordfish du porte-avions britannique HMS Biter, qui largue des marqueurs de fumée. Le HMS Lagan (en) les rejoint. Cette flotte aéronavale envoie l'U-753 par le fond à la position 48° 37′ N, 22° 39′ O.
Les quarante-sept membres d'équipage meurent dans ces attaques.

## Affectations
- 3. Unterseebootsflottille du 18 juin 1941 au 30 novembre 1941 (Période de formation).
- 3. Unterseebootsflottille du 1er décembre 1941 au 13 mai 1943 (Unité combattante).

## Commandement
- Fregattenkapitän Alfred Manhardt von Mannstein du 18 juin 1941 au 13 mai 1943.

## Patrouilles
|       | Commandant                            | Départ             | Départ      | Arrivée          | Arrivée     | Jours     | Succès   |
| ----- | ------------------------------------- | ------------------ | ----------- | ---------------- | ----------- | --------- | -------- |
| 1     | KrvKpt. Alfred Manhardt von Mannstein | 24 décembre 1941   | Kiel        | 30 décembre 1941 | Kiel        | 7 jours   |          |
| 2     | KrvKpt. Alfred Manhardt von Mannstein | 17 janvier 1942    | Kiel        | 1er février 1942 | St. Nazaire | 16 jours  |          |
| 3     | KrvKpt. Alfred Manhardt von Mannstein | 26 février 1942    | St. Nazaire | 26 mars 1942     | La Pallice  | 29 jours  |          |
| 4     | KrvKpt. Alfred Manhardt von Mannstein | 22 avril 1942      | La Pallice  | 25 juin 1942     | La Pallice  | 65 jours  | 20 677   |
| 5     | KrvKpt. Alfred Manhardt von Mannstein | 1er septembre 1942 | La Pallice  | 4 septembre 1942 | La Pallice  | 4 jours   |          |
| L     | KrvKpt. Alfred Manhardt von Mannstein | 20 septembre 1942  | La Pallice  | 8 décembre 1942  | La Pallice  | 80 jours  |          |
| 6     | KrvKpt. Alfred Manhardt von Mannstein | 28 janvier 1943    | La Pallice  | 10 mars 1943     | La Pallice  | 42 jours  | 9 348    |
| 7     | FrgKpt. Alfred Manhardt von Mannstein | 5 mai 1943         | La Pallice  | 13 mai 1943      | Coulé       | 9 jours   |          |
| Total | Total                                 | Total              | Total       | Total            | Total       | 252 jours | 30 025 t |

Note : KrvKpt. = Korvettenkapitän - FrgKpt. = Fregattenkapitän

### Opérations Wolfpack
L'U-753 a opéré avec les Wolfpacks (meute de loups) durant sa carrière opérationnelle.
- Schlei (19-24 janvier 1942)
- Westwall (2-12 mars 1942)
- Luchs (27 septembre – 6 octobre 1942)
- Panther (6-16 octobre 1942)
- Puma (16-22 octobre 1942)
- Natter (2-8 novembre 1942)
- Kreuzotter (8-24 novembre 1942)
- Hartherz (3-7 février 1943)
- Ritter (11-26 février 1943)
- Drossel (11-13 mai 1943)

## Navires coulés
L'U-753 a coulé 3 navires marchands totalisant 23 117 tonneaux et a endommagé 2 navires marchands totalisant 6 908 tonneaux au cours des 7 patrouilles (252 jours en mer) qu'il effectua.
| Date            | Nom                  | Nationalité | Tonnage | Convoi | Fait      | Localisation         |
| --------------- | -------------------- | ----------- | ------- | ------ | --------- | -------------------- |
| 20 mai 1942     | George Calvert       | USA         | 7 191   | -      | Coulé     | 22° 55′ N, 84° 26′ O |
| 22 mai 1942     | E. P. Thériault      | Royaume-Uni | 326     | -      | Endommagé | 24° 30′ N, 83° 55′ O |
| 25 mai 1942     | Haakon Hauan         | Norvège     | 6 582   | -      | Endommagé | 28° 45′ N, 90° 03′ O |
| 27 mai 1942     | Hamlet               | Norvège     | 6 578   | -      | Coulé     | 28° 25′ N, 91° 00′ O |
| 22 février 1943 | N. T. Nielsen-Alonso | Norvège     | 9 348   | ON-166 | Coulé     | 48° 00′ N, 31° 24′ O |